# Cherninia
Cherninia — вимерлий рід темноспондилів родини Mastodonsauridae. Жили на території Гондвани за середнього тріасового періоду (бл. 247.0–242.0 млн років тому). Наразі відомо два види: C. megarhina із Замбії й C. denwai з Індії. При довжині близько 4 метрів, це була доволі крупна амфібія.

## Історія вивчення
Вперше фрагментарний череп описано Sharon Chernin 1974-го року, щоправда, в якості паротозавра, наступного року Chernin & Cosgriff виділили тварину до окремого виду - P. megarhinus. 1978-го року Chernin застосовує родову назву Parotosuchus замість Parotosaurus (яку було замінено 1968-го через те, що її вже було дано родові ящірок). 1998-го Mukherjee & Sengupta описали інший, ліпше збережений череп із формації Denwa, Індія, назвавши його Parotosuchus denwai. Лиш кількома роками пізніше Damiani, 2001 вводить родову назву Cherninia для об‘єднання цих двох видів.

## Палеобіологія
Хижа прісноводна тварина. Подібно до деяких інших мастодонзаврид, була тісно прив‘язана до води, ймовірно, майже не спроможна її покидати.